# Eria bogoriensis
Eria bogoriensis är en orkidéart som beskrevs av Johannes Jacobus Smith. Eria bogoriensis ingår i släktet Eria och familjen orkidéer.

## Underarter
Arten delas in i följande underarter:
- E. b. bogoriensis
- E. b. kurokawae